# ジェノヴァ

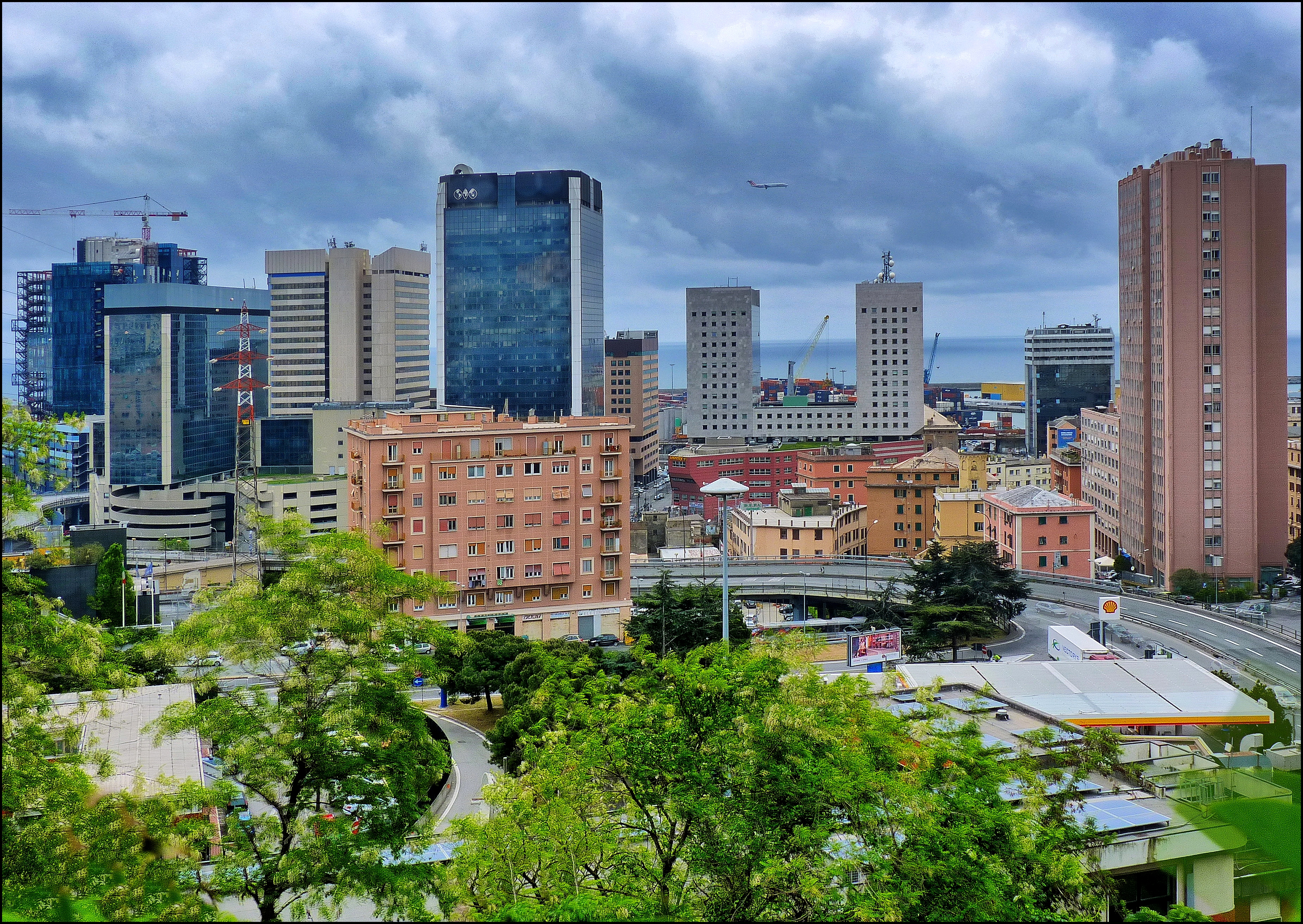
ジェノヴァのスカイライン

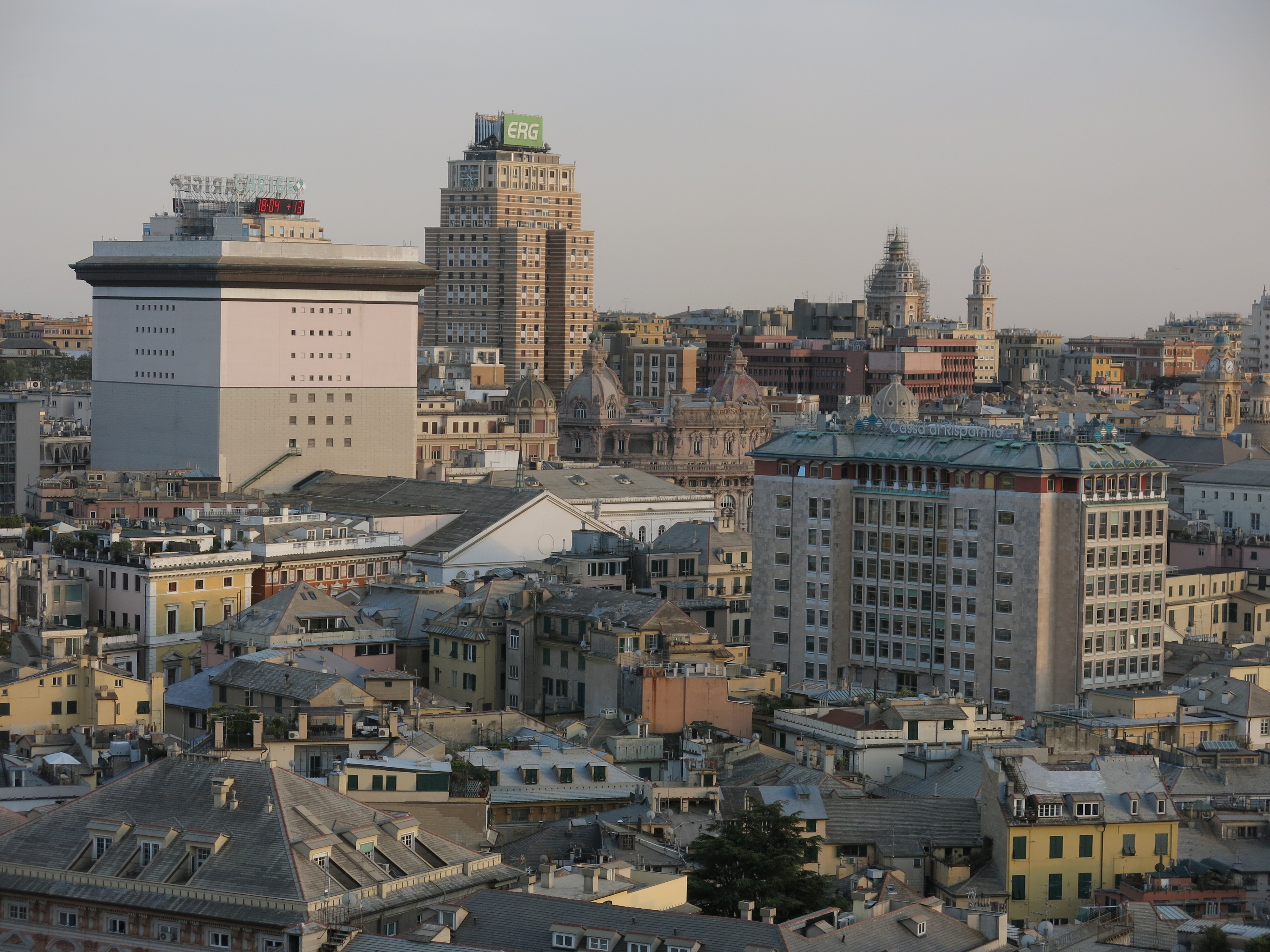
カルロフェリーチェ劇場

- ジェノヴァ
- ジェノバ

ジェノヴァ（伊: Genova ( 音声ファイル)）は、イタリアの北西部にある都市。その周辺地域を含む人口約57万人の基礎自治体（コムーネ）。リグーリア州の州都であり、ジェノヴァ県の県都である。ジェノバとも表記する。
リグリア海に面した港湾都市で、中世には海洋国家（ジェノヴァ共和国）として栄え、商工業が発展した都市でイタリアの金融業の中心地としての長い歴史を持つ。現代においてもミラノ、トリノなど北イタリアの産業都市を背後に持つジェノヴァ港はイタリア最大の貿易港であり、地中海有数のコンテナ取扱高を誇っている。コムーネ人口は全国6位（2011年現在）。

## 名称
標準イタリア語以外の言語では以下の名称を持つ。
- リグリア語ジェノヴァ語: Zena（ゼーナ）
- 英語: Genoa　（ジェノア）
- フランス語: Gênes　（ジェーヌ）

日本語文献では英語名称より「ジェノア」と記されることもある。ジェノヴァのプロサッカークラブは、イギリス人が設立した経緯から「ジェノア」（Genoa Cricket and Football Club）を正式名称で用いる。

## 地理

### 位置
ジェノヴァ県内では西部に位置するコムーネである。ジェノヴァ市街は、ミラノから南南西へ約120km、トリノから南東へ約124km、ニースから北北東へ約156km、フィレンツェから西北西へ約197km、首都ローマから西北へ約399kmの距離にある。

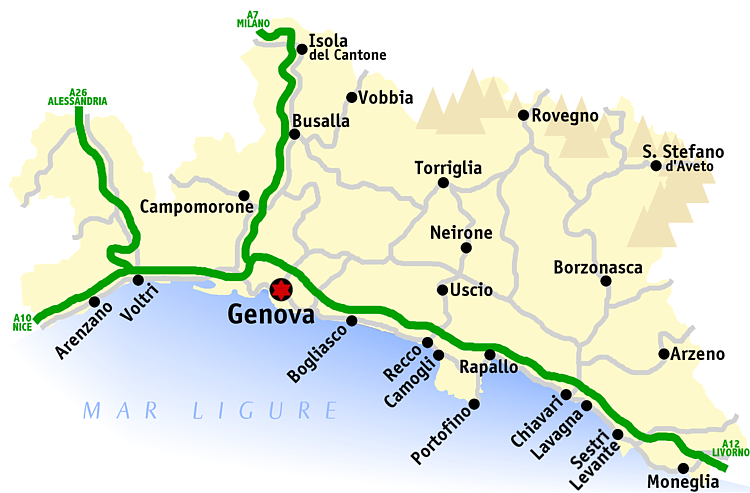
ジェノヴァ県

### 隣接コムーネ
隣接するコムーネは以下の通り。
- アレンツァーノ
- バルガーリ
- ボリアスコ
- ボージオ (AL)
- カンポモローネ
- チェラーネジ
- ダヴァーニャ
- マゾーネ
- メーレ
- ミニャーネゴ
- モントッジョ
- サントルチェーゼ
- サッセッロ (SV)
- セッラ・リッコ
- ソーリ
- ティリエート
- ウルベ (SV)

## 歴史

### 古代・中世
ジェノヴァの古名 Janua または Jenua は ケルト語の入り口の意、他の説によると先住民族の王だったと思われるヤヌス（イタリア語ではGiano）から来たとも。
紀元前6世紀頃から人類が居住していたとされる。ローマ時代には以前より天然の良港という環境を生かし、海運業や軍港として発展した。

#### ジェノヴァ共和国
1100年頃より自治都市となり、その後はジェノヴァ共和国として発展する。ヴェネツィア、ピサ、アマルフィなどの他の海洋都市国家と競いながら、軍事力、経済力の影響力を増した。特に商船、軍艦による通商・金融の分野でヨーロッパ全土に権威をふるい、黒海貿易を独占するなどした。コルシカ島、カッファなどのクリミア半島南岸諸都市、コンスタンティノポリスの金角湾北部、イスラーム統治下のイベリア半島諸都市などに植民地あるいは商館を築くなど、地中海の覇権をヴェネツィアやオスマン帝国と争った。16世紀には金融業で財を成した貴族が多く現れ、繁栄がピークに達した。アンドレア・ドーリア海軍提督の頃はスペイン王に協力し、多くの貴族が金融で富を築く。その頃は la Superba、すなわち「華麗な都市」との異名があった。

### フランス革命戦争からイタリア統一まで
1797年、ナポレオン・ボナパルト率いるフランス軍に侵攻され、その傀儡国家であるリグリア共和国となり、1805年にはフランスに併合、ナポレオン失脚後のウィーン会議後も共和国であったため回復させてもらえず、ウィーン議定書によりサルデーニャ王国へ編入され、ジェノヴァは独立を失った。その後リソルジメントでサルデーニャ王国がイタリア半島統一を成し、イタリアの有力な都市の一つとして発展した。

### 第二次世界大戦後
第二次世界大戦後は郊外の新港を中心に発展したが、旧港を中心とした旧市街が未整備のまま一部残され、インナーシティ問題が拡大した。その後1992年に万国博覧会（特別博）「国際船と海の博覧会」を開催。都市内部再開発事業などで、古くからの港湾都市としての歴史を生かした新しい町作りに取り組んでいる。
2001年にはG8の開催地となり、グローバリゼーションへの抗議行動で話題を呼んだ。2006年にはレ・ストラーデ・ヌオーヴェとパラッツィ・デイ・ロッリが世界遺産に登録された。

## 交通

### 空港
- ジェノヴァ・クリストーフォロ・コロンボ空港（Aeroporto di Genova-Cristoforo Colombo） : 西郊外にある小規模の国際空港。探検家クリストファー・コロンブスにちなんで名付けられた。イギリス（ロンドン）、ドイツ（ミュンヘン）、オランダ（アムステルダム）、ベルギー（ブリュッセル）などと、イタリア国内各都市からのフライトがある。IATA空港コードはGOA。

### 港湾
- ジェノヴァ港 - 大型クルーズ船・商船が寄港する。

### 高速道路

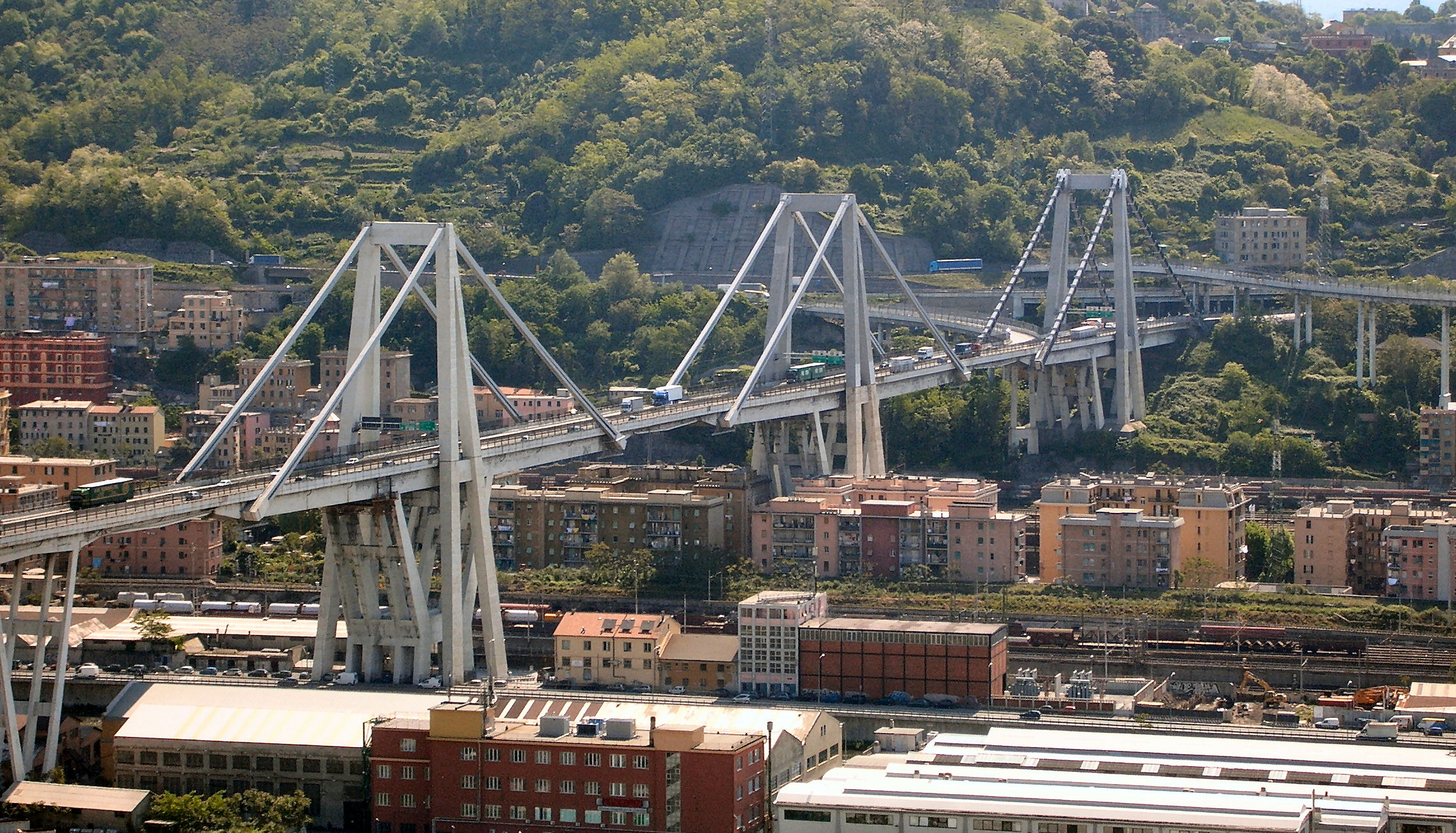
崩落したモランディ橋

- アウトストラーダ A7 - ミラノとジェノヴァを結ぶ。
- アウトストラーダ A10 - ジェノヴァとヴェンティミーリアを結ぶ。
  - モランディ橋 - 2018年8月14日に崩落[4]。
- アウトストラーダ A26 - ジェノヴァ近傍とグラヴェッローナ・トーチェを結ぶ。

### 鉄道
2つのターミナル駅ジェノヴァ・プリンチペ広場駅・ジェノヴァ・ブリーニョレ駅があり、ピサ＝ラ・スペーツィア＝ジェノヴァ線・ミラノ＝ジェノヴァ線・トリノ＝ジェノヴァ線・ジェノヴァ＝ヴェンティミーリア線などの主要路線が発着する。また、ジェノヴァ地下鉄1路線が運行されている。

## 観光

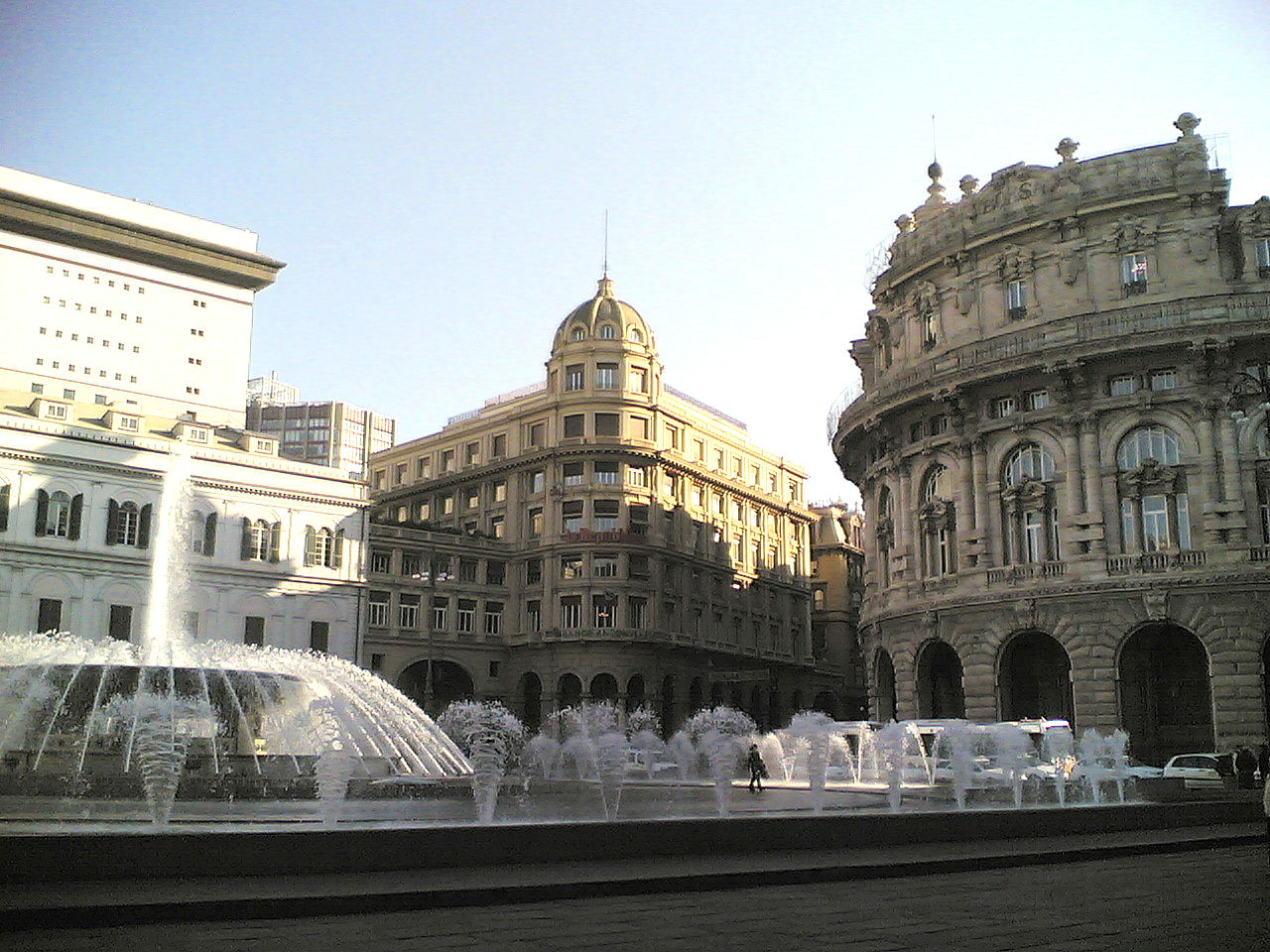
フェッラーリ広場

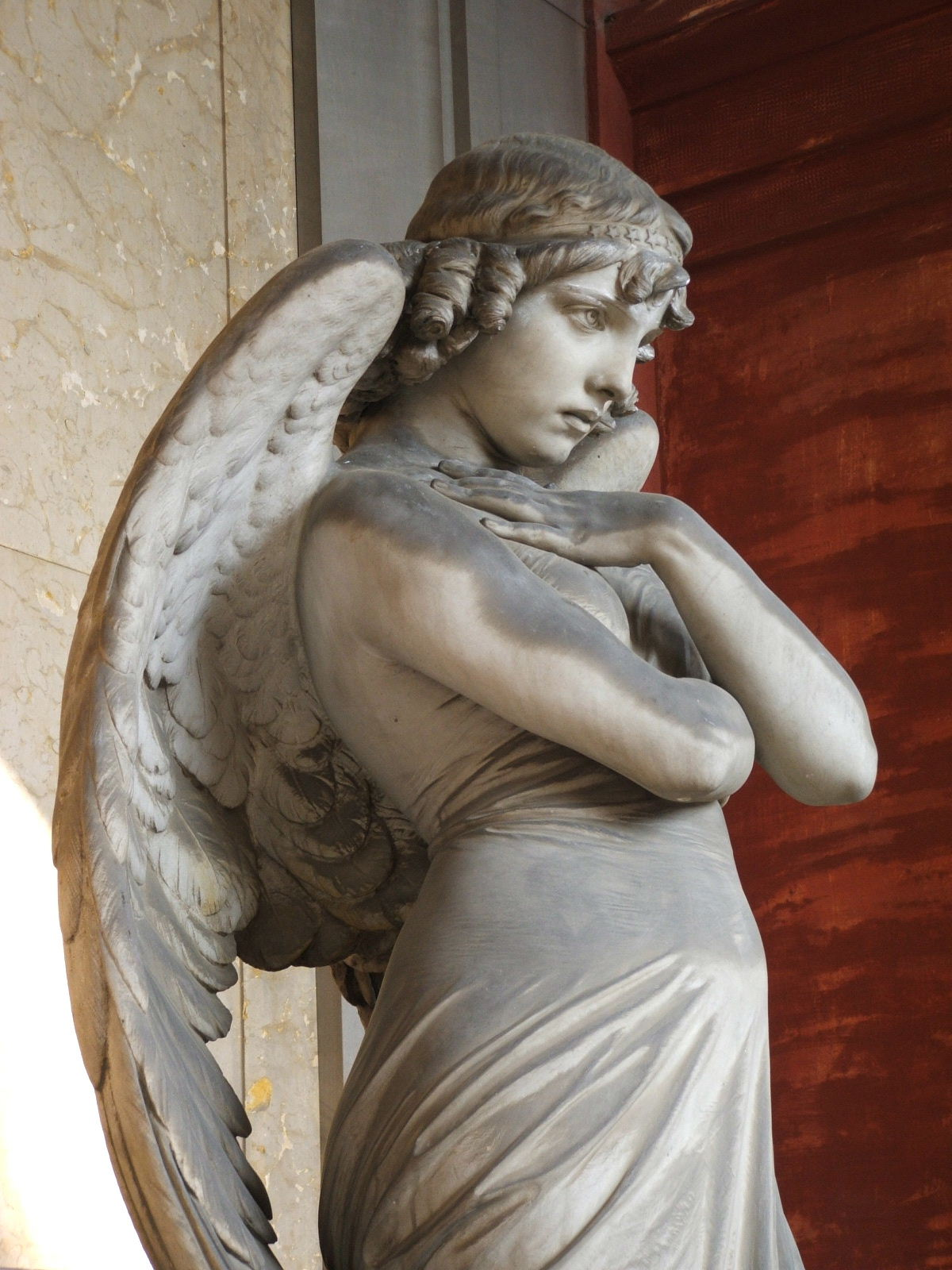
Angelo di Monteverde（スタリェーノ墓地）

歴史のある町並みが市内中心地に大きな規模で残っており、貴族の邸宅から庶民の町まで、中世自治都市の栄華を伝える雰囲気がある。また旧港を中心とした地域は、1992年に開催されたジェノヴァ国際博覧会の際に建築家レンゾ・ピアノの再開発プロジェクトにより、文化観光地域に生まれ変わっている。
- 王宮（Palazzo Reale）
- フェッラーリ広場
- ガリバルディ通り（Via Garibaldi）
- ドーリア・トゥルシ宮殿（Palazzo Doria Tursi）：現在はジェノヴァ市の市庁舎となっている。ジェノヴァ出身のバイオリニスト、ニコロ・パガニーニ愛用のバイオリン「イル・カノーネ」が保管されている。
- ドゥカーレ宮殿（イタリア語版）
- サン・ロレンツォ大聖堂（Cattedrale di S. Lorenzo）
- 赤の宮殿（Palazzo Rosso）：外壁が赤みがかった石でデザインされている。内部は美術館となっている。
- 白の宮殿（Palazzo Bianco）：内部は美術館となっている。
- コロンブスの家（La Casa di Colombo）：探検家クリストファー・コロンブスが青年期を過ごした家。
- キヨッソーネ東洋美術館（Museo D'Arte Orientale Edoardo Chiossone）
- ポルト・アンティーコ（旧港、Il Porto Antico）
- 海の博物館（Galata - Museo del Mare）
- ジェノヴァ水族館（Acquario di Genova）：欧州有数の水族館。建物は半分地下に建設された。
- スタリェーノ墓地（Cimitero monumentale di Staglieno）：墓域と森を合わせ約33万平方メートルの敷地に墓石が200万以上ある。敷地内は往時の貴族、裕福層、庶民層、キリスト教、ユダヤ教、イギリス風庭園など階層別、宗教別に区切られ、中心部にはパンテオン（神殿）がある。大理石のすぐれた彫像が多い。

## 教育

### 大学
- ジェノヴァ大学

## 文化

### スポーツ
- サンプドリア - サッカークラブ
- ジェノアCFC - サッカークラブ

## ジェノヴァを舞台とする作品
- 母をたずねて三千里 - エドモンド・デ・アミーチスの小説。主人公のマルコ少年は、1882年のジェノヴァからアルゼンチンのブエノスアイレスに出稼ぎに行った母親を捜しに旅に出た。中世の栄華から衰退していくジェノヴァの市民の生活が表現されている。
- 燃えろ!トップストライカー - ジェノヴァを舞台にした海外サッカーのアニメ。主人公・吉川光の所属チームがコロンブスであり、OP映像でリグリア海が、サンプドリアのパロディで「サンポデスタ」というチームが登場している。

## 出身関連著名人

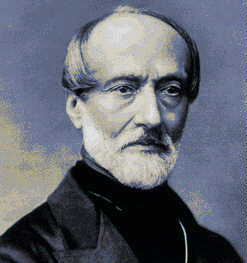
ジュゼッペ・マッツィーニ

### 著名な出身者
- ハドリアヌス5世 - 13世紀の聖職者、ローマ教皇（在位：1276年）
- フランソワ・グリマルディ - 13世紀の都市貴族。のちにモナコの君主となるグリマルディ家の始祖。
- レオン・バッティスタ・アルベルティ - 15世紀、初期ルネサンスの人文主義者、建築家・数学者・芸術理論家。
- インノケンティウス8世 - 15世紀の聖職者、ローマ教皇（在位：1484年 - 1492年）
- ジョン・カボット - 15世紀の航海者・探検家。「北アメリカ大陸の発見者」。
- クリストファー・コロンブス - 15世紀の航海者・探検家。「新大陸の発見者」。
- アンドレア・ドーリア - 15-16世紀の軍人・傭兵隊長、海軍提督。
- アンブロジオ・スピノラ - 16-17世紀のスペインの将軍。
- ニコロ・パガニーニ - 18-19世紀のヴァイオリニスト、作曲家。
- フェリーチェ・ロマーニ - 18-19世紀のオペラ台本作家、詩人。
- ジュゼッペ・マッツィーニ - 19世紀の革命家・政治家、「イタリア統一の三傑」の一人。
- ベネディクトゥス15世 - 19-20世紀の聖職者、ローマ教皇（在位：1914年 - 1922年）
- ジュリオ・ガボッティ - 20世紀の軍人、航空黎明期のパイロット。
- パルミーロ・トリアッティ - 20世紀の政治家、イタリア共産党指導者。
- エウジェーニオ・モンターレ - 20世紀の詩人・小説家。
- ピエトロ・ジェルミ - 20世紀の映画監督、脚本家、俳優。
- ヴィットリオ・ガスマン - 20世紀の俳優。
- リカルド・ジャコーニ - 宇宙物理学者。
- レンゾ・ピアノ - 建築家。
- 安岡力也 - 日本の歌手・俳優。父はイタリア人。

## 対外関係

### 姉妹都市･提携都市
- ボルチモア（アメリカ合衆国）
- コロンバス（アメリカ合衆国）
- マルセイユ（フランス共和国）
- キオス（ギリシャ共和国）
- ウエルバ（スペイン王国）
- オデッサ（ウクライナ）
- リエカ（クロアチア共和国）
- スムガイト（アゼルバイジャン共和国）
- ブエノスアイレス（アルゼンチン共和国）